# Ruby Red II - Il segreto di Zaffiro
Ruby Red II - Il segreto di Zaffiro (Saphirblau) è un film tedesco del 2014 diretto da Felix Fuchssteiner e Katharina Schöde, basato sul romanzo Blue di Kerstin Gier, secondo capitolo della Trilogia delle gemme e seguito del film del 2013 Ruby Red.

## Trama
Gwendolyn e Gideon tornano nel 1912 di nascosto per incontrare nuovamente Lucy e Paul, che dicono a Gwen che il cavaliere verde la guiderà al cronografo che loro hanno rubato e di chiedere a nonno Lucas. Per tornare a casa, la coppia passa da una chiesa per trasmigrare dove risiede il demone-doccione Xemerius, che, accortosi di poter essere visto da Gwen (cosa che non accadeva dal Medioevo), decide di seguirla alla sede dei Guardiani a Temple. Mentre Gideon ha un colloquio con la cerchia interna della loggia, che gli intima di non farsi coinvolgere sentimentalmente da Gwen, quest'ultima trasmigra nel 1953, dove incontra suo nonno Lucas Montrose, morto quando lei era piccola, che però non sa che cosa sia il cavaliere verde.
Durante la notte, zia Maddy ha una visione in cui un leone dorato fa a pezzi un cuore di rubino, e il giorno dopo Gwen ne parla con Leslie, che è convinta che riguardi la relazione dell'amica con Gideon. Quest'ultimo, nel frattempo, incontra il conte nel 1783 e gli chiede del ruolo di Gwen e delle profezie, ma l'uomo gli dà il compito di far innamorare Gwen per manipolarla meglio e di portarla a una soirée a casa di Lord Brompton. A questo fine, Gwen inizia a prendere lezioni di etichetta, ballo e conversazione da Charlotte e Madame Rossini, ma con scarso successo. Nell'attesa dell'evento, arriva a Londra il fratello minore di Gideon, Raphael, chiamato appositamente da William per distrarre Gideon da Gwen. La sera, Mr. Bernhard porta a Gwen "Il cavaliere verde", un libro della biblioteca del nonno della ragazza, all'interno del quale trova un misterioso codice numerico. Il giorno dopo, Gideon viaggia nel 1912 e vede Gwen abbracciata a Paul: nel correre verso di lei per fermarla, viene colpito in fronte da un uomo e perde i sensi. Quando torna, finge di non sapere chi lo abbia aggredito, ma inizia a non fidarsi più di Gwen e il suo comportamento con lei diventa sempre più freddo e ostile. Intanto, Gwen trasmigra nel 1955 per incontrare nuovamente suo nonno, scoprendo che Lucy e Paul hanno visto il conte di Saint Germain uccidere il primo viaggiatore, Lancelot de Villiers. Gideon racconta poi a Gwen di averla vista nel passato abbracciata a Paul, ma lei non ha idea di che cosa lui stia parlando.
Arrivato il momento della soirée, Gwen, infastidita dal comportamento scostante di Gideon e dal vedere la bella vedova Lavinia Rutland che lo corteggia, si ubriaca e si esibisce in un numero di ballo e canto, che viene però interrotto dall'arrivo di Lord Alastair, capo dell'Alleanza Fiorentina e acerrimo nemico del conte, che ingaggia un duello contro di loro, ma Gwen e Gideon riescono a scappare e tornare nel presente. Il giorno seguente, avendo scoperto che i numeri all'interno del libro indicano un luogo all'interno di casa Montrose, Gwen, Leslie e zia Maddy trovano il primo cronografo, che Gwen usa per viaggiare nel 1912 e incontrare Paul: un attimo dopo il suo arrivo sopraggiunge Gideon, che viene colpito in fronte e sviene. Paul e Lucy dicono poi a Gwen di essere i suoi genitori e che il conte vuole dominare il mondo e il tempo: la ragazza rimane molto turbata da questa scoperta, ma Gideon la consola e fanno pace. I due vengono poi mandati nuovamente nel 1783 per incontrare il conte. Prima di lasciarla sola con l'uomo, Gideon dice a Gwen di amarla, ma pochi minuti dopo il conte di Saint Germain le racconta di aver detto al ragazzo di farla innamorare per manipolarla meglio: scoperto questo, Gwen litiga con Gideon, senza curarsi eccessivamente che lui sia tornato a casa del conte dall'incontro con Lady Lavinia coperto di sangue. Infatti, durante il colloquio di Gwen con il conte, Gideon ha incontrato per caso Paul e lo ha salvato dall'attacco di Lord Alastair, avvenuto durante uno scambio di documenti. Paul gli chiede se ama veramente Gwen più della sua stessa discendenza e se è disposto a difenderla dalla morte, poiché è quello il destino che aspetta la ragazza, e lui gli risponde affermativamente. Paul decide di fidarsi di Gideon e gli consegna le carte ricevute da Lord Alastair, cioè le Memorie del conte, che potrebbero contenere il suo vero piano. In conclusione Gwen torna nel presente con il cuore a pezzi per quanto scoperto dal colloquio con il Conte e Bernard le consegna una foto di lei e Gideon mentre ballano felici ma deve "ancora accadere nel loro passato".

## Colonna sonora
Il 15 agosto 2014 la colonna sonora del film è stata raccolta in CD e pubblicata da Sony Music sotto l'etichetta Sony Classical.
Edizioni musicali Sony Music/Sony Classical.
1. Staatskapelle Weimar – Sapphire Blue – 1:43
2. Backstreet Boys – Show 'Em (What You're Made Of) – 3:44
3. Nick Howard – Unbreakable – 3:35
4. 3OH!3 – We Are Young – 3:19
5. Cardiac – Dark Matter Girl – 1:52
6. Staatskapelle Weimar – Journey Through Time – 1:27
7. Staatskapelle Weimar – Les indes galantes (Menuets I+II) – 1:49
8. Staatskapelle Weimar – Greensleves – 0:59
9. Staatskapelle Weimar – Conspiracy – 2:04
10. Staatskapelle Weimar – Where You Belong – 2:01
11. Staatskapelle Weimar – Xemerius – 2:25
12. Staatskapelle Weimar – Time Of Crisis – 2:22
13. Staatskapelle Weimar – Secret Society – 2:16
14. Staatskapelle Weimar – Water Lilies – 1:36
15. Staatskapelle Weimar – On The Knife-Edge – 2:03
16. Gerhard Oppitz – Kinderszenen, Op. 15: I. Von fremden Ländern und Menschen – 1:33
17. Staatskapelle Weimar – Finding Love – 3:36
18. Maria Ehrich, Jannis Niewöhner – Time Warp – 2:14
19. Siri Svegler – Coming Up Roses – 3:34
20. Iameve – Hollow Inside – 4:11
21. Siri Svegler – Paperdoll Dress – 2:59
22. Cardiac – My Blood Is Rising – 2:10
23. Iameve – Everlasting Love – 3:03
24. Tommy Leonard – Timeless – 2:51
25. Staatskapelle Weimar – Ruby Red Suite – 7:59

Durata totale: 67:25

## Produzione

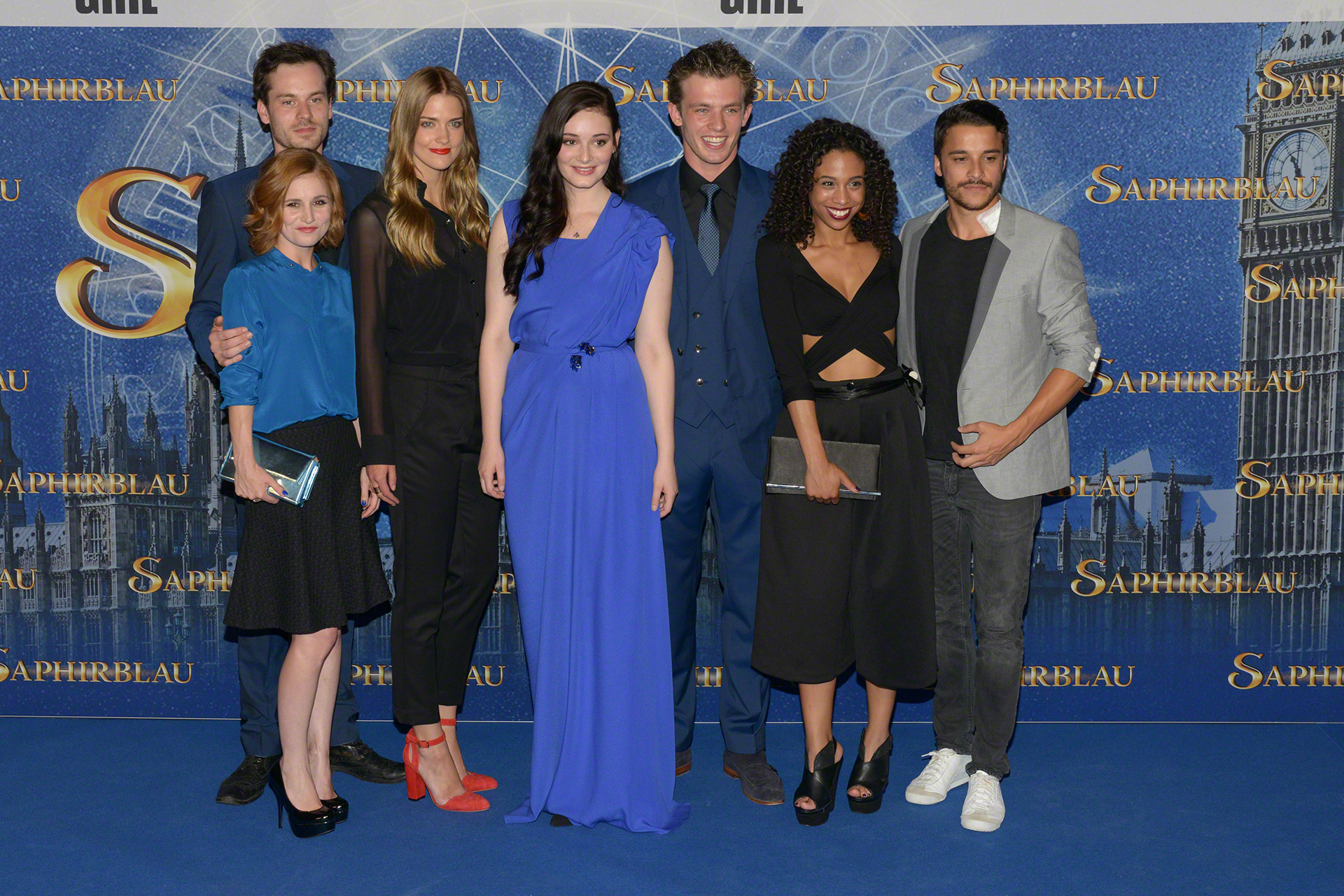
Il cast del film alla première dell'11 agosto 2014.

La produzione di Saphirblau fu ufficialmente annunciata a settembre 2013: ai protagonisti Maria Ehrich e Jannis Niewöhner si unirono Lion Wasczyk nel ruolo di Raphael de Villiers e Bastian Trost in quello del giovane Lucas Montrose. Le riprese si tennero dal 7 ottobre ai primi di dicembre.

## Distribuzione
Il teaser trailer è stato distribuito l'11 aprile 2014, mentre il trailer esteso il 6 giugno.
Il film è stato presentato in anteprima l'11 agosto 2014 ed è stato distribuito nelle sale tedesche a partire dal 14 agosto. È arrivato in Francia in DVD e Blu-ray il 24 aprile 2015.
In Italia è approdato in streaming su TIMvision a dicembre 2014, è stato trasmesso il 26 dicembre 2015 su Sky Italia e mandato in onda in chiaro su Italia 1 il 7 gennaio 2020.

## Edizione home video e sequel
Il film è uscito in DVD e Blu-ray il 5 marzo 2015.
Le riprese del sequel Ruby Red III - Verde smeraldo, basato sul terzo e ultimo romanzo della serie, Green, si sono tenute dal 14 aprile all'11 giugno 2015 in Renania Settentrionale-Vestfalia, Turingia, Baviera e Scozia. Maria Ehrich e Jannis Niewöhner tornano nei loro ruoli, mentre al cast si aggiungono Emilia Schüle, Chris Tall e Timur Işık. Il film è uscito nelle sale tedesche il 7 luglio 2016.